# SGR 0525−66
SGR 0525-66 eller PSR B0565-66, är en mjuk gammarepeater (SGR), belägen i supernovaresten (SNR) 0526−66.1, även känd som N49, i Stora magellanska molnet (LMC) i södra delen av stjärnbilden Svärdfisken. Det var den första mjuka gammarepeatern som upptäcktes, och år 2015 den enda kända utanför Vintergatan. Först upptäcktes i mars 1979, lokaliserades den genom att använda mätningen av ankomsttidsskillnaderna för signalen av en uppsättning satelliter utrustade med gammastrålningsdetektorer. Sambandet med N49 kan bara vara indirekt: det verkar tydligt att mjuka gammarepeater bildas i unga stjärnhopar. Det är inte säkert att explosionen som födde SGR 0525-66 också är den som producerade kvarlevan N49.

## Observation
Den 5 mars 1979 träffades två sovjetiska satelliter som då drev genom solsystemet av en explosion av gammastrålning klockan 15:51 UTC. Denna kontakt höjde strålningsavläsningarna på båda sonderna från normala 100 cps (counts per second) till över 200 000 cps, på bara en bråkdel av en millisekund.
Denna explosion av gammastrålning fortsatte snabbt att spridas. Elva sekunder senare mättades Helios 2, en NASA-sond, som var i omloppsbana kring solen, av strålningsexplosionen. Den träffade snart Venus, och Pioneer Venus 1:s detektorer överbelastades av vågen. Sekunder senare mottog jorden strålningsvågen, där den kraftfulla uteffekten av gammastrålning översvämmade detektorerna på tre av amerikanska försvarsdepartementets Vela-satelliter, den sovjetiska Prognoz 7-satelliten och Einsteinobservatoriet. Strax innan vågen lämnade solsystemet träffade explosionen också International Cometary Explorer. Denna extremt kraftfulla explosion av gammastrålning utgjorde den starkaste vågen av exogammastrålning som någonsin upptäckts. Den var över 100 gånger mer intensiv än någon känd tidigare exoexplosion. Eftersom gammastrålning sprids med ljusets hastighet och tiden för pulsen registrerades av flera avlägsna rymdfarkoster såväl som på jorden, kunde källan till gammastrålningen beräknas med en noggrannhet på cirka 2 bågsekunder.
Källans riktning motsvarade resterna av en stjärna som hade blivit supernova omkring 3000 f.Kr. Källan fick namnet SGR 0525-66, själva händelsen fick namnet GRB 790305b, den första observerade SGR megaflaren.